# Tahir Jahja
Tahir Jahja (ur. 1913, zm. 1986) – iracki wojskowy i polityk, jeden z przywódców ruchu Wolnych Oficerów i rewolucji 14 lipca 1958. Dwukrotny premier Iraku.

## Życiorys
Ukończył szkołę wojskową w Bagdadzie i szkołę sztabu generalnego. Działał w konspiracyjnej organizacji wojskowej Wolnych Oficerów. Należał do jej ścisłego siedmioosobowego kierownictwa, które zdecydowało o zorganizowaniu 14 lipca 1958 przewrotu wojskowego, jednak po jego sukcesie nie wszedł do rewolucyjnego rządu kierowanego przez Abd al-Karima Kasima.
W 1963 wstąpił do partii Baas. Po zamachu stanu w lutym 1963, zorganizowanym przez partię Baas i wojskowych skupionych wokół Abd as-Salama Arifa, który obalił rząd Kasima, wszedł do rządzącej krajem Narodowej Rady Dowództwa Rewolucji. Opowiadał się za nacjonalizmem arabskim i odłożeniem wdrażania w gospodarce rozwiązań socjalistycznych.
W czasie drugiego zamachu stanu Abd as-Salama Arifa poparł go przeciwko działaczom Baas i w listopadzie 1963 został premierem Iraku. Urząd premiera sprawował do września 1965. Prowadził rozmowy pokojowe z przywódcami powstania Kurdów Zdymisjonowany 3 września 1965, gdy utracił poparcie rządzących krajem wojskowych dla swojego gabinetu. Jako pretekst wykorzystano konflikt wewnętrzny w rządzie po nieudanych negocjacjach z Iraqi Petroleum Company. Wpływ na upadek rządu miało również wyjście z niego sześciu ministrów-naserystów.
W maju 1967 mianowany wicepremierem, Jahja został premierem po raz drugi po wojnie sześciodniowej, klęsce Arabów, która w polityce wewnętrznej Iraku przyczyniła się do wzrostu niechęci do rządu. Wbrew prowadzonej wcześniej agresywnej retoryce antyizraelskiej i panarabskiej Irak skierował bowiem do walki jedynie minimalne siły. Będąc po raz drugi szefem rządu (jak również ministrem spraw wewnętrznych) Jahja zmienił kierunek polityki zagranicznej Iraku na radykalnie antyzachodni (wcześniej w stosunkach kraju z państwami zachodnioeuropejskimi nastąpiła pewna poprawa), zerwał stosunki dyplomatyczne z USA i Wielką Brytanią, podpisał nowy kontrakt na eksploatację złóż naftowych z konsorcjum francuskim, zapowiedział dalsze zacieśnianie współpracy ze Związkiem Radzieckim. Jego rząd był popierany przez część wojskowych.
Zawarty przez Jahję kontrakt naftowy wzbudził w elicie władzy kontrowersje - podczas gdy jego decyzja została przyjęta pozytywnie przez część społeczeństwa, inni zarzucali mu zbytnie umiarkowanie. Ostro krytykowała go partia Baas, zarzucając jego rządowi korupcję i zaniedbywanie działań wymierzonych w Izrael.
15 lipca 1968 premier Jahja zrezygnował z urzędu wskutek rywalizacji wojskowych irackich o wpływ na rząd. Decyzja ta uniemożliwiła aparatowi państwa normalne funkcjonowanie. Dwa dni później partia Baas dokonała kolejnego zamachu stanu.